# Иоанно-Предтеченский собор (Екатеринбург)
Иоанно-Предтеченский собор — православный храм в Екатеринбурге, кафедральный собор Екатеринбургской епархии Русской православной церкви. Расположен на Ивановском кладбище.
Настоятель храма — митрополит Екатеринбургский и Верхотурский Евгений.

## История храма
Храм, строительство которого предполагалось вести из камня, был заложен 15 сентября 1846 года как однопрестольный. Помимо престола при храме также планировалось возвести колокольню. Главным меценатом строительства выступил екатеринбургский купец Арсений Стефанович Телегин . Сразу же по завершении строительства, 12 сентября 1860 года епископом Екатеринбургским Варлаамом было проведено торжественное освящение храма. Первый престол, впоследствии называемый срединным, был освящён в честь Рождества пророка Иоанна Предтечи.
Однако уже вскоре небольшое молитвенное помещение не могло вместить всех прихожан, особенно в дни Великих праздников, поэтому в 1886 году по благословению епископа Екатеринбургского Нафанаила были заложены ещё два придела — с северной и южной сторон. Левый, Никольский придел, был освящён 27 декабря 1887 года, а правый, во имя иконы Божией Матери «Утоли моя печали», был освящён 3 июня 1888 года. Деревянные иконостасы левого и правого пределов стилизованы под готику и представляют художественный интерес.
Несмотря на ряд судьбоносных событий в истории России конца XIX — начала XX веков, жизнь храма шла своим чередом. Лишь в марте 1930 года из-за широкомасштабной антицерковной кампании состоялось объединение духовенства и религиозных общин закрытых Александро-Невского собора и Всехсвятской церкви ВИЗа с Иоанно-Предтеченским храмом. В храм перенёс свою кафедру митрополит Свердловский и Уральский Григорий (Яцковский), находившийся в разрыве с Московской патриархией.

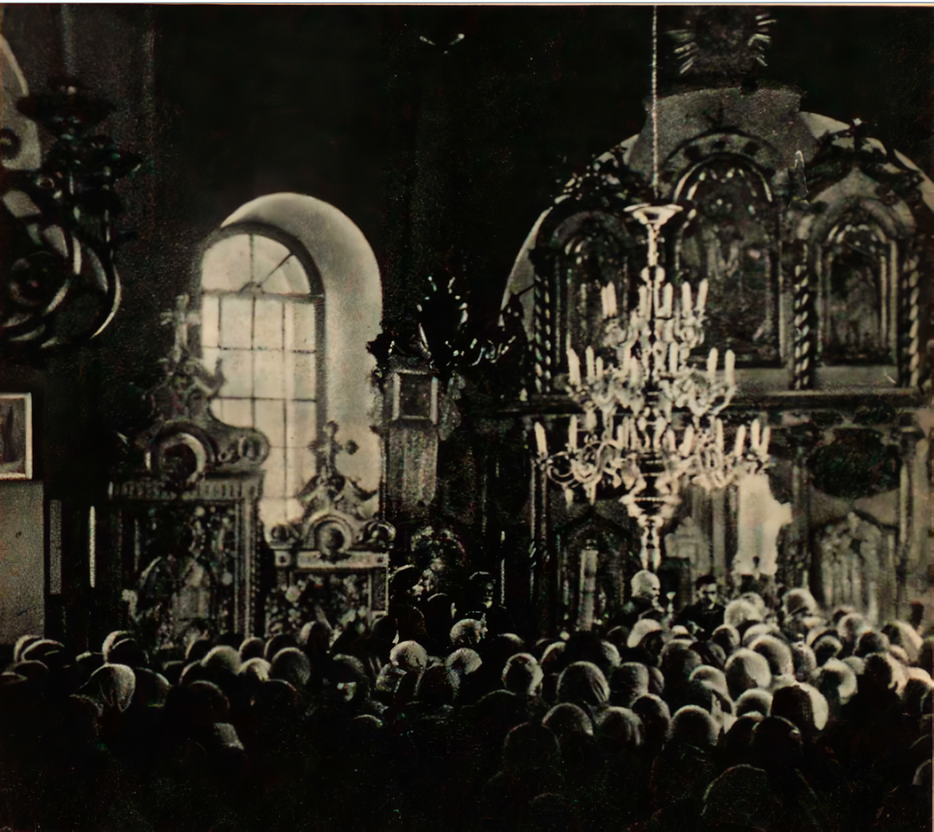
В Иоанно-Предтеченскои церкви г. Свердловска во время причащения верующих Великим постом 1942 года

С началом Великой Отечественной войны гонения на Церковь стали менее суровыми. В Свердловске органы НКВД предписали вернуться к исполнению пастырских обязанностей в Иоанно-Предтеченском храме протоиерею Николаю Андриановскому, вынужденному перед войной оставить служение из-за непосильных налогов. 7 сентября 1943 года указом Патриаршего местоблюстителя митрополита Сергия (Страгородского) на Свердловскую кафедру был назначен архиепископ Варлаам. Иоанно-Предтеченский собор становится кафедральным собором Свердловской епархии. А учитывая тот факт, что с 60-х годов Свердловский архиерей возглавлял Курганскую и Челябинскую епархии, то Храм почти треть века был главным храмом Урала и в то же время — единственным храмом Свердловска, население которого к 1970 году превысило миллион человек.
В 1957 году при входе в храм с правой и левой сторон были пристроены деревянные тамбуры. Это позволило увеличить его вместимость на 80-100 человек. Алтарная часть была также увеличена с обеих сторон деревянными верандами. В том же году в левом подвале была устроена требная комната для отпеваний и панихид, а в правом подвале — крестильное помещение.
Из-за начавшейся в стране перестройки в 1988 году в Храме был вновь разрешён колокольный звон. В 1991 году было построено новое крестильное помещение, а в прежнем помещении в сентябре 1994 года были перезахоронены торжественно перенесённые останки архиепископа Свердловского Климента.

## Текущая жизнь

### Недавние события
11 сентября 2007 года было объявлено, что к 150-летнему юбилею со дня основания Храма, который будет отмечаться в 2010 году, будет создан прихрамовый музей.

### Настоящее время
7 июля каждого года в день Рождества Иоанна Крестителя Храм отмечает свой престольный праздник.

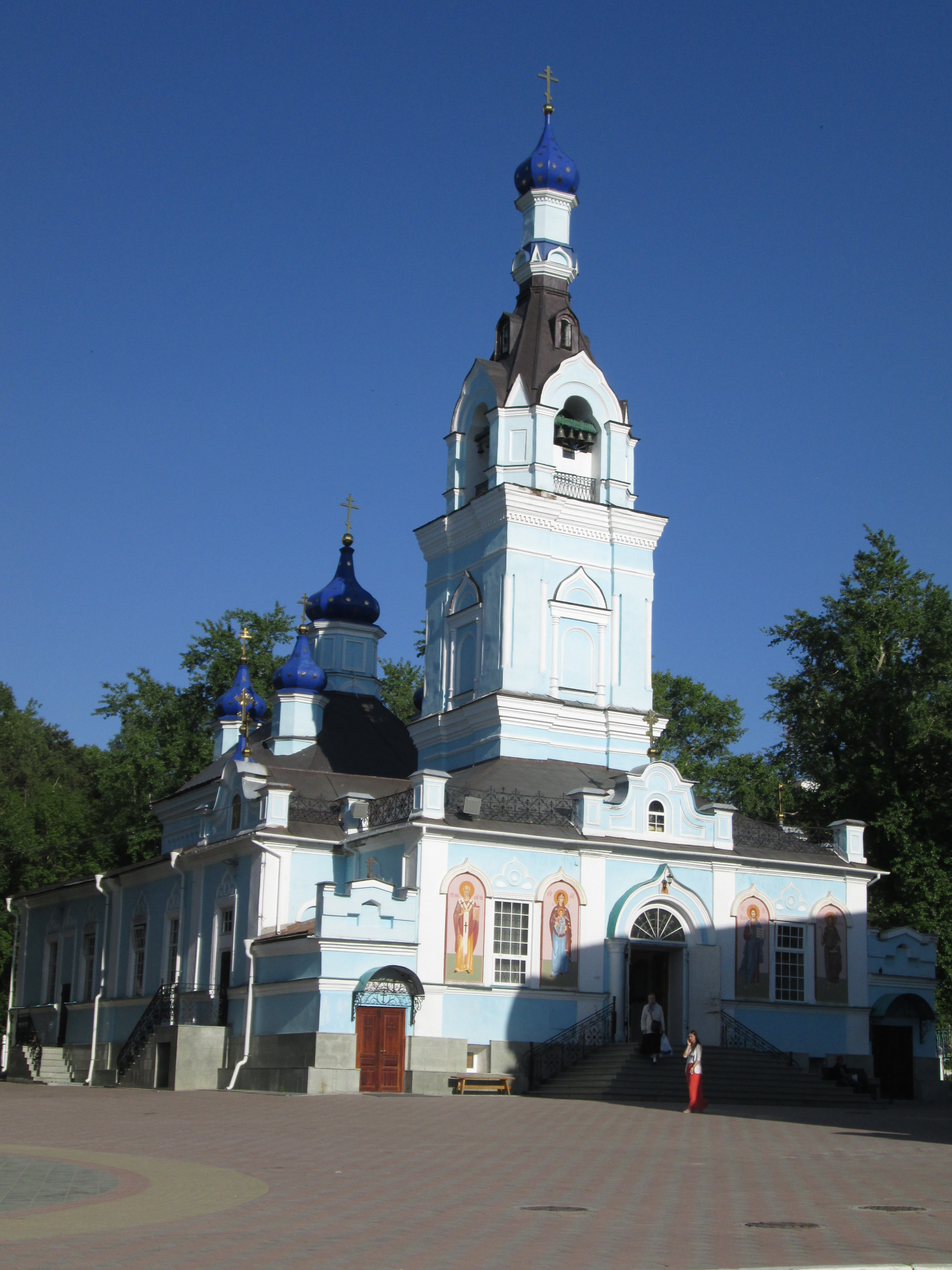
Иоанно-Предтеченский собор
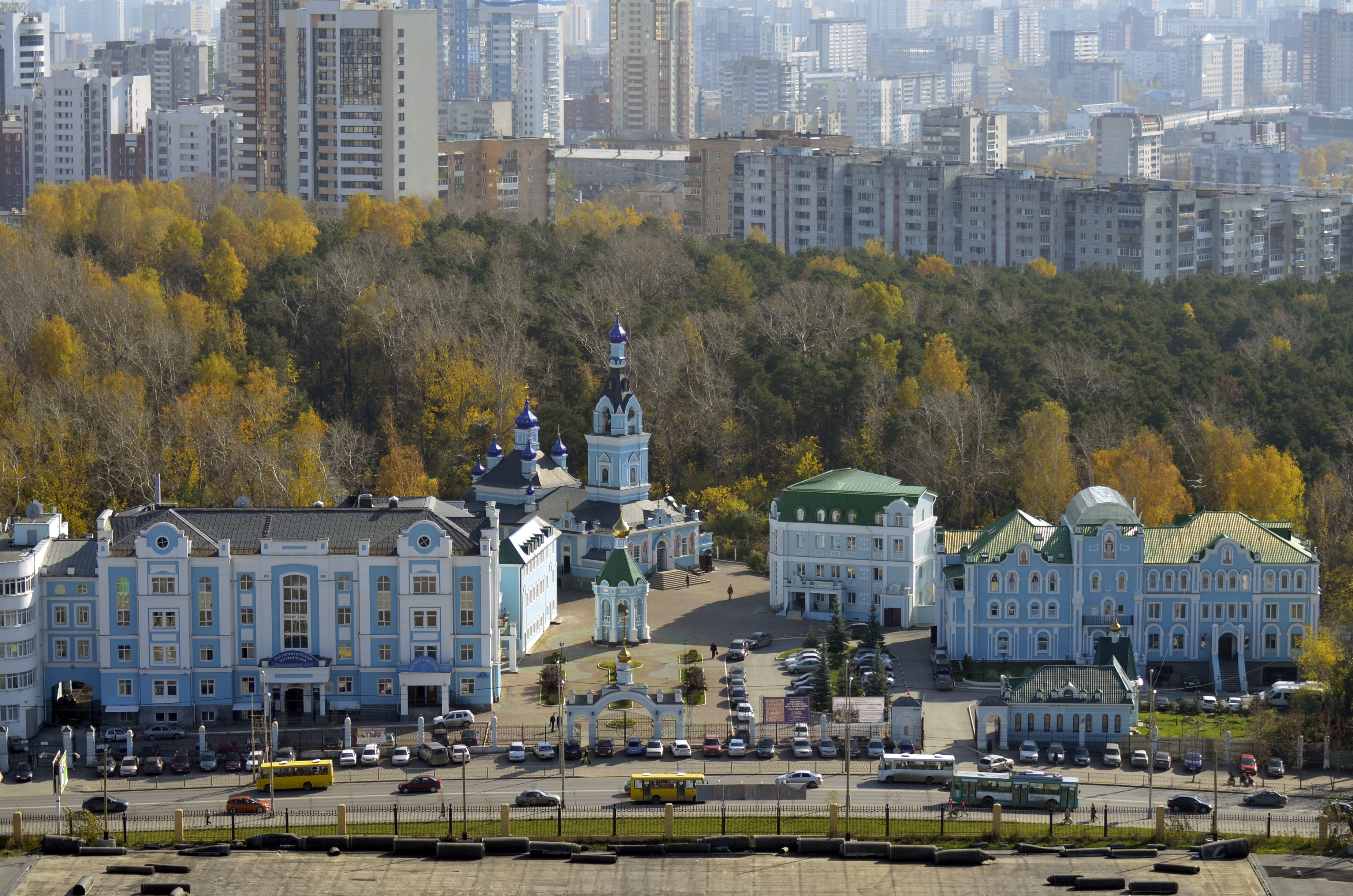
Вид с улицы Репина
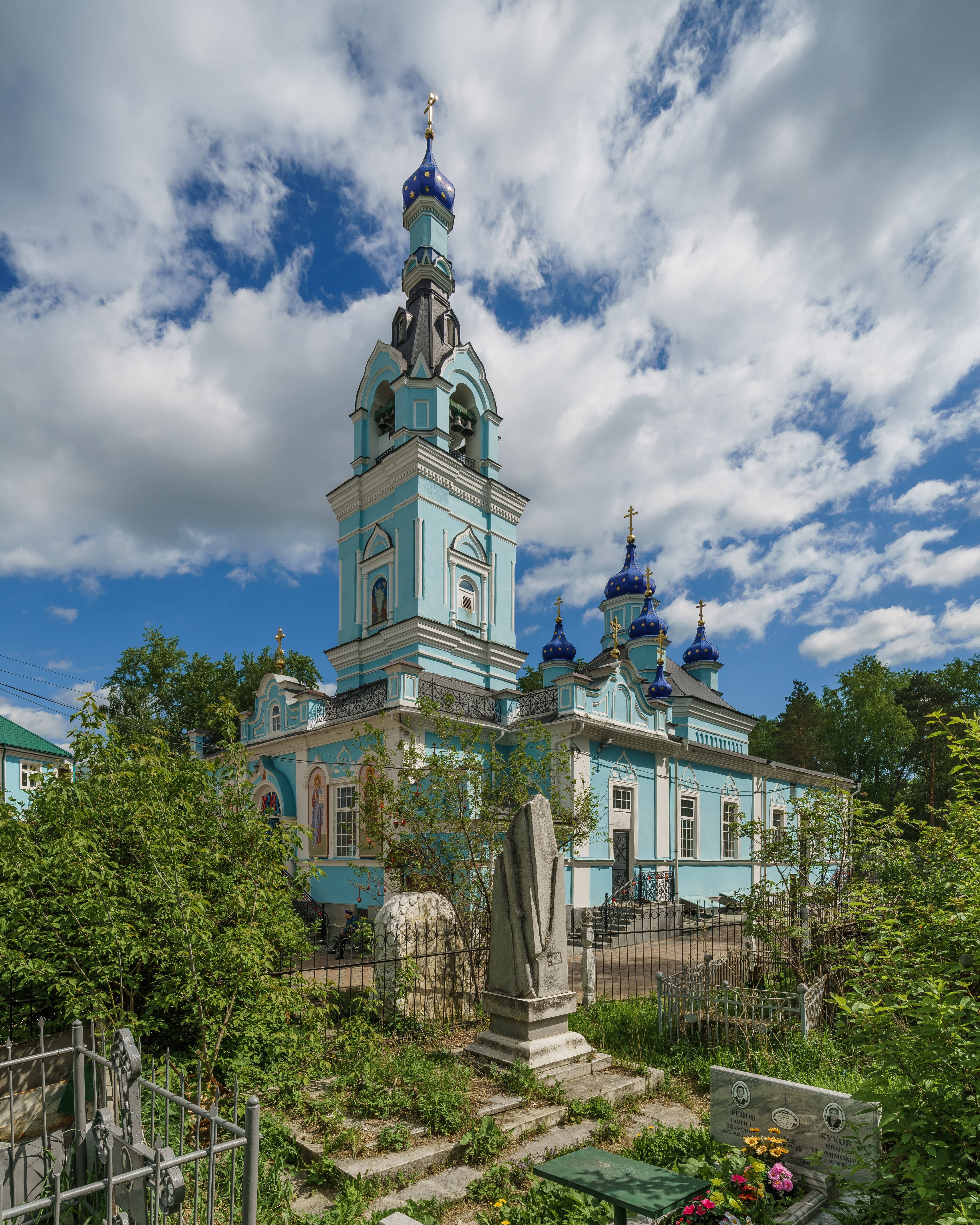
Вид со стороны кладбища
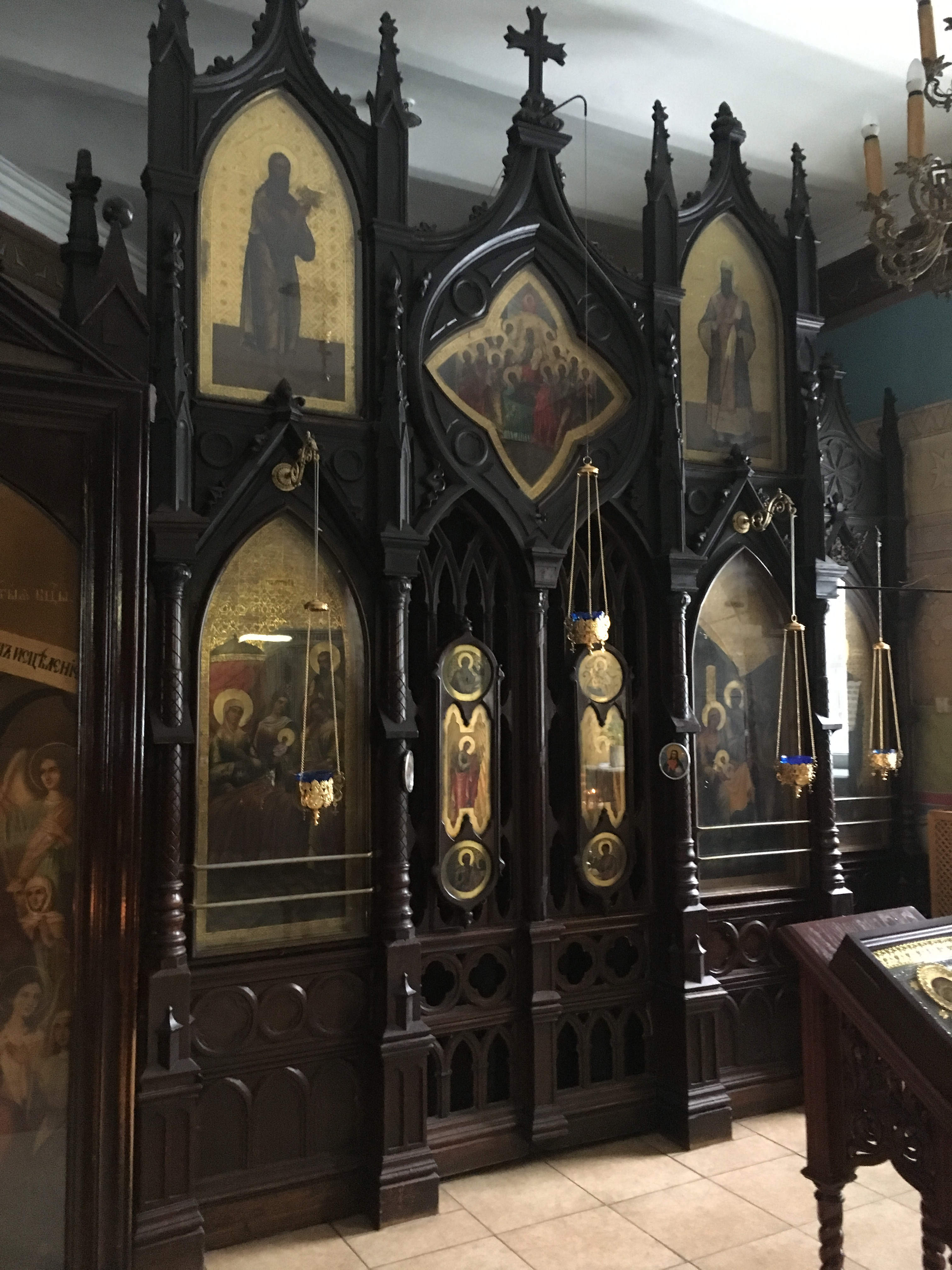
Иконостас левого придела
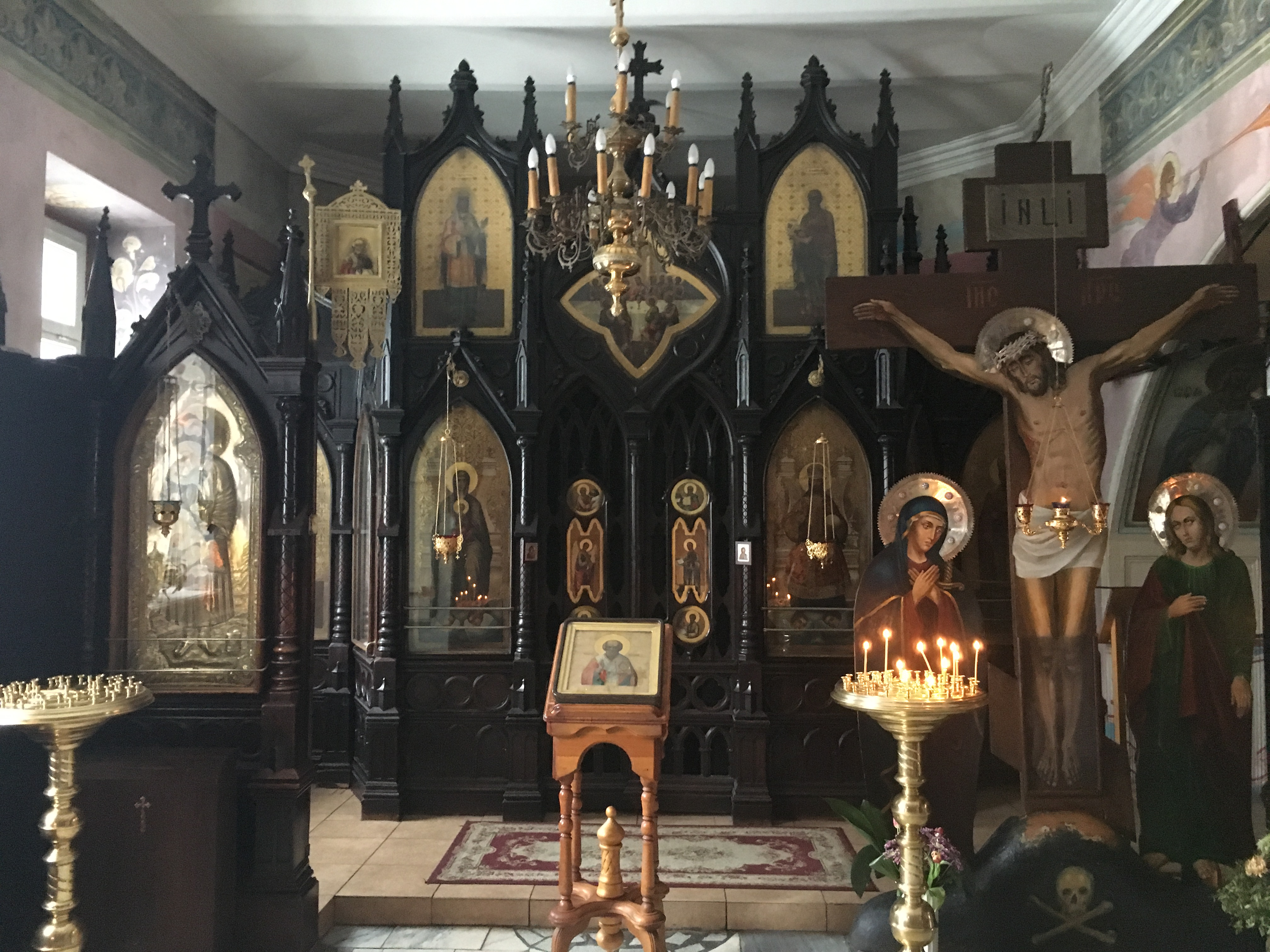
Иконостас правого придела
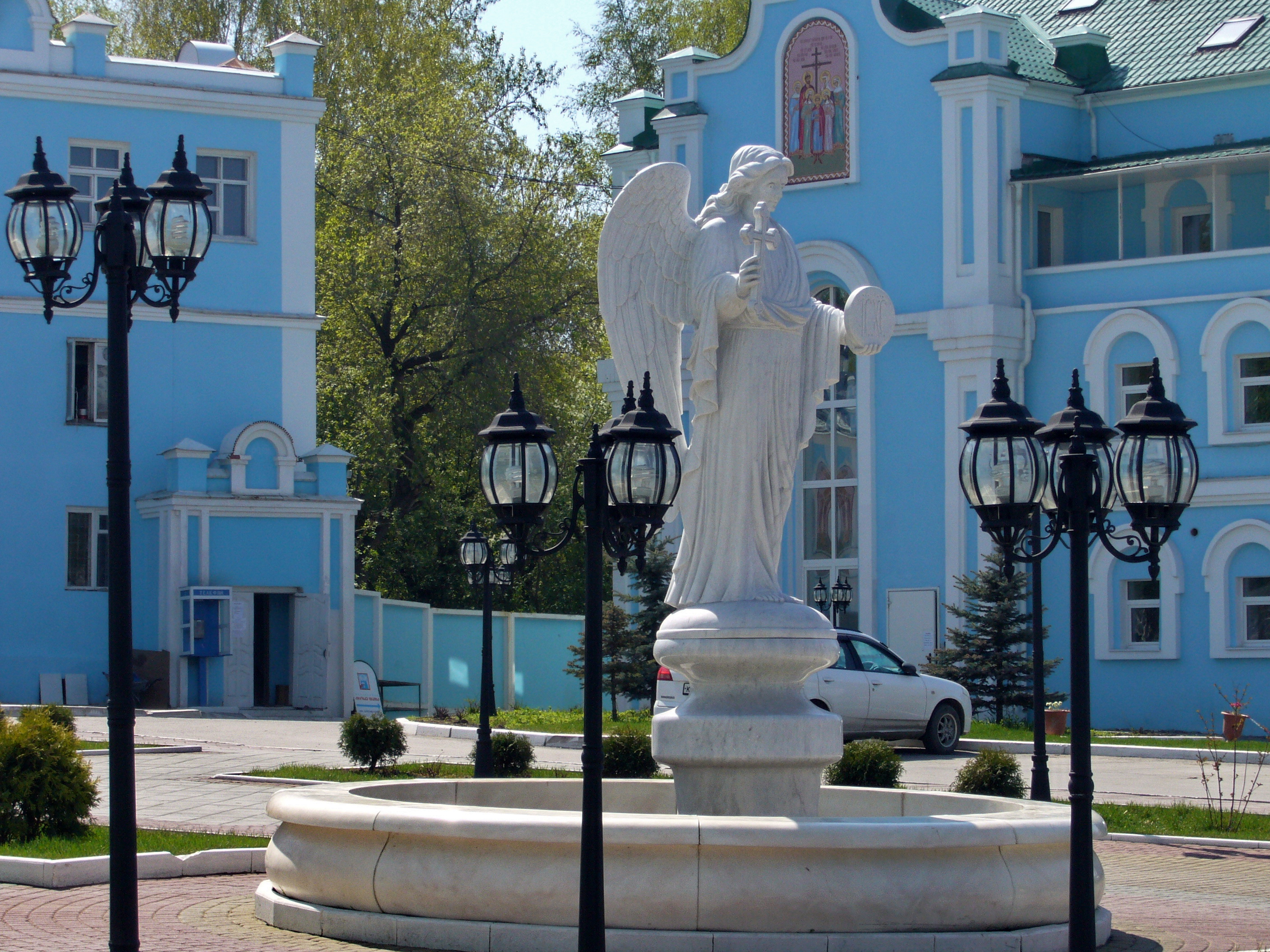
Скульптура на территории храма
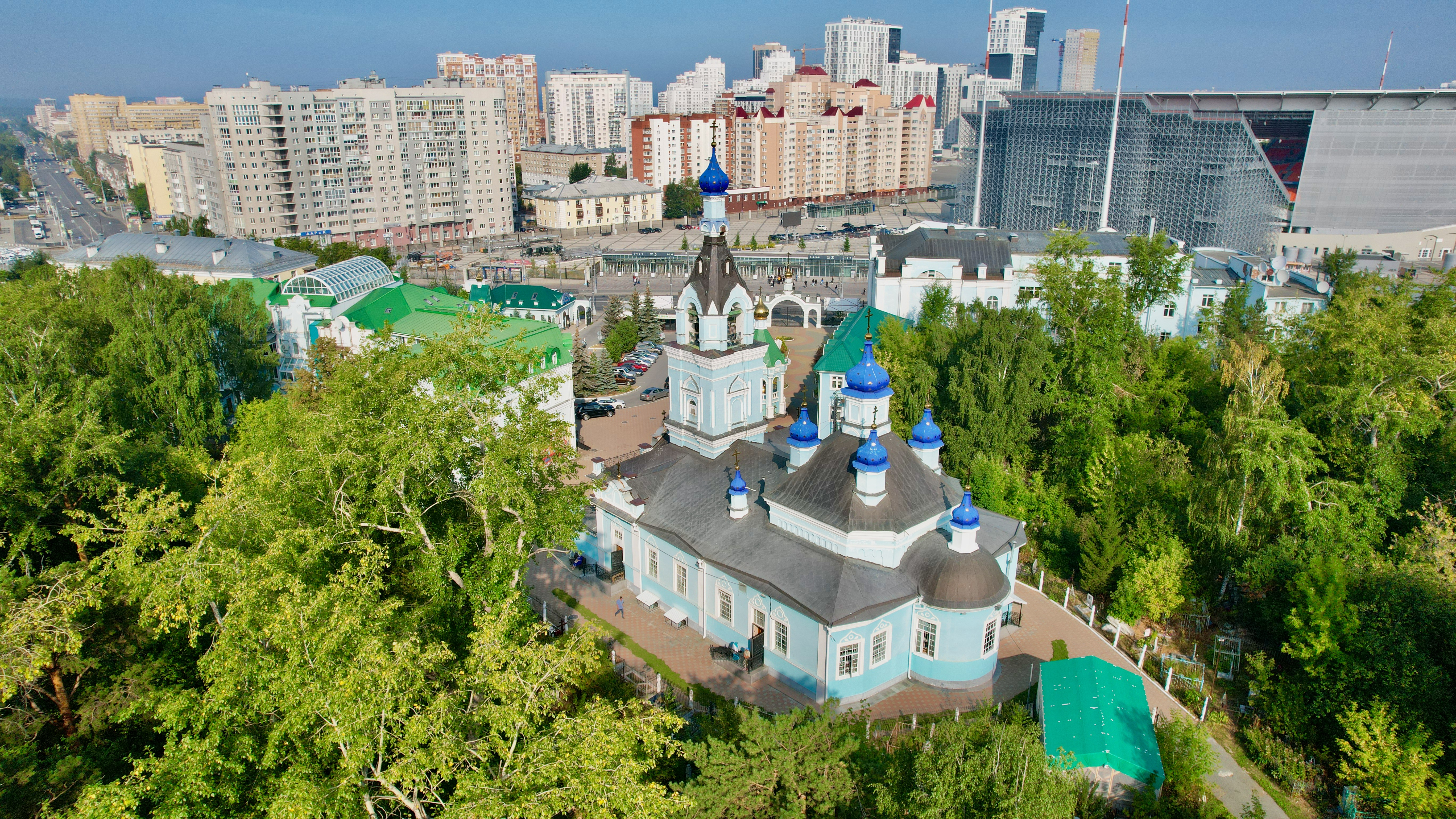
Вид с высоты